# História política do mundo
A história política do mundo é a história das várias entidades políticas criadas pela raça humana ao longo de sua existência e a forma como esses estados definem suas fronteiras. Ao longo da história, os sistemas políticos se expandiram de sistemas básicos de autogoverno e monarquia para os complexos sistemas democráticos e totalitários que existem hoje. Paralelamente, as entidades políticas expandiram-se de fronteiras do tipo fronteira vagamente definidas para as fronteiras nacionais definidas existentes hoje.

## Era pré-histórica
Os ancestrais primatas dos seres humanos já possuíam habilidades sociais e políticas. As primeiras formas de organização social humana foram as famílias que viviam em bandos como caçadores-coletores. Após a invenção da agricultura na mesma época (7 000-8 000 a.C) em várias partes do mundo, as sociedades humanas começaram a fazer a transição para formas tribais de organização.
Há evidências de diplomacia entre diferentes tribos, mas também de guerra endêmica. Isso pode ter sido causado por roubo de gado ou colheitas, rapto de mulheres ou competição de recursos e status. O sistema de periodização da pré-história em três eras foi introduzido pela primeira vez na Escandinávia por Christian Jürgensen Thomsen na década de 1830. Na década de 1860, foi adotado como uma divisão útil da "história mais antiga da humanidade" em geral e começou a ser aplicada na Assiriologia. O desenvolvimento da periodização agora convencional na arqueologia do Antigo Oriente Próximo foi desenvolvido nas décadas de 1920 a 1930.

## História antiga
A distribuição inicial do poder político foi determinada pela disponibilidade de água doce, solo fértil e clima temperado de diferentes localidades. Tudo isso era necessário para o desenvolvimento de sociedades altamente organizadas. As localizações dessas primeiras sociedades estavam próximas ou se beneficiavam das bordas das placas tectônicas. A Civilização do Vale do Indo localizava-se próximo ao Himalaia (que foi criado por pressões tectônicas) e aos rios Indo e Ganges, que depositam sedimentos das montanhas para produzir terras férteis. Uma dinâmica semelhante existia na Mesopotâmia, onde o Tigre e o Eufrates fizeram o mesmo com as montanhas Zagros. O Egito Antigo foi ajudado pelo Nilo depositando sedimentos das terras altas da África Oriental de suas origens, enquanto o Rio Amarelo e o Yangtzé agiram da mesma forma para a China Antiga. A Eurásia foi favorecida no desenvolvimento da agricultura pela ocorrência natural de espécies de gramíneas selvagens domesticáveis e a orientação leste-oeste da massa de terra, permitindo a fácil disseminação de culturas domesticadas. Uma vantagem semelhante foi dada a ele por metade das espécies de mamíferos de grande porte do mundo que vivem lá, que podem ser domesticados.
O desenvolvimento da agricultura permitiu maiores populações, com as sociedades recém-adensadas e assentadas tornando-se hierárquicas, com desigualdades de riqueza e liberdade. Como o resfriamento e o surgimento de um clima mais seco em 3 800 a.C., dá-se causa a seca na Mesopotâmia, os agricultores das aldeias começaram a cooperar e começaram a criar assentamentos maiores com sistemas de irrigação. Esta nova infraestrutura hídrica, por sua vez, exigia uma administração centralizada com uma organização social complexa. As primeiras cidades e sistemas de maior organização social surgiram na Mesopotâmia, seguidos em poucos séculos pelos vales do Indo e do Rio Amarelo. Nas cidades, a força de trabalho poderia se especializar, pois toda a população não precisava trabalhar para a produção de alimentos, enquanto os alimentos armazenados permitiam que grandes exércitos criassem impérios. Os primeiros impérios foram os do Egito Antigo e da Mesopotâmia. Reinos menores existiam na Planície do Norte da China, Planície Indo-Gangética, Ásia Central, Anatólia, Mediterrâneo Oriental e América Central, enquanto o resto da humanidade continuou a viver em pequenas tribos.

## Oriente Médio e Mediterrâneo
Os primeiros estados foram os da Suméria dinástica inicial e do Egito dinástico inicial, que surgiram do período Uruk e do Egito pré-dinástico, respectivamente, aproximadamente em 3000 a.C. O Egito dinástico inicial foi baseado em torno do rio Nilo no nordeste da África, as fronteiras do reino sendo baseadas em torno do Nilo e estendendo-se a áreas onde existiam oásis. O Alto e o Baixo Egito foram unificados por volta de 3150 a.C pelo faraó Menés. Esse processo de consolidação foi impulsionado pela aglomeração de migrantes do Saara em expansão no delta do Nilo. No entanto, a competição política continuou dentro do país entre centros de poder como Mênfis e Tebas. Os ventos alísios predominantes de nordeste facilitaram a navegação pelo rio, ajudando assim a unificação do estado. O ambiente geopolítico dos egípcios os fez cercados pela Núbia nos pequenos oásis do sul do Nilo, inacessíveis por barco, bem como por senhores da guerra líbios operando nos oásis ao redor da atual Benghasi e, finalmente, por invasores através do Sinai e pelo mar. O país estava bem defendido por barreiras naturais formadas pelo Saara em ambos os lados, embora isso também limitasse sua capacidade de se expandir para um império maior, permanecendo principalmente uma potência regional ao longo do Nilo (exceto por uma conquista do Levante no segundo milênio a.C.). A falta de madeira também tornou muito caro construir uma grande marinha para projeção de força através do Mediterrâneo ou Mar Vermelho.

#### Domínio da Mesopotâmia
A Mesopotâmia está situada entre os principais rios Tigre e Eufrates e foi o primeiro poder político na região foi o Império Acadiano, começando por volta de 2300 a.C. Eles foram mais tarde seguidos pela Suméria, Babilônia e Assíria. Eles enfrentaram a concorrência das áreas montanhosas ao norte, estrategicamente posicionadas acima das planícies da Mesopotâmia, com reinos como Mitani, Urartu, Elam e Medos. Os mesopotâmios também inovaram na governança escrevendo as primeiras leis.
Um clima seco na Idade do Ferro causou turbulência à medida que os movimentos de pessoas pressionavam os estados existentes, resultando no colapso da Idade do Bronze tardia, com cimérios, arameus, dórios e os povos do mar migrando entre outros. A Babilônia nunca se recuperou após a morte de Hamurabi em 1699 a.C. Depois disso, a Assíria cresceu em poder sob Adadenirari II. No final do século IX a.C, o Império Assírio controlava quase toda a Mesopotâmia e grande parte do Levante e da Anatólia. Enquanto isso, o Egito estava enfraquecido, eventualmente se separando após a morte de Osocor II até 710 a.C. Em 853, os assírios lutaram e venceram uma batalha contra uma coalizão de Babilônia, Egito, Pérsia, Israel, Aram e dez outras nações, com mais de 60 000 soldados participando de acordo com fontes contemporâneas. No entanto, o império foi enfraquecido por lutas internas pelo poder e mergulhou em uma década de turbulência começando com uma praga em 763 a.C. Após revoltas de cidades e reinos menores contra o império, um golpe de estado foi encenado em 745 por Tiglate-Pileser III. Ele elevou o exército de 44 000 para 72 000, seguido por seu sucessor Senaqueribe, que o elevou para 208 000 e, finalmente, por Assurbanipal, que levantou um exército de mais de 300 000. Isso permitiu que o império se espalhasse por Chipre, todo o Levante, Frígia, Urartu, Cimérios, Pérsia, Medos, Elam e Babilônia.

#### Domínio persa
Em 650, a Assíria começou a declinar quando uma severa seca atingiu o Oriente Médio e uma aliança foi formada contra eles. Eventualmente, eles foram substituídos pelo império Medo como a principal potência da região após a Batalha de Carquemis (605) e a Batalha do Eclipse (585). Os medos serviram como plataforma de lançamento para a ascensão do Império Persa. Depois de servirem primeiro como vassalos, sob o terceiro rei persa Cambises I sua influência aumentou, e em 553 eles se levantaram contra os medos. Com a morte de Ciro, o Grande, o Império Aquemênida Persa alcançado do Mar Egeu ao Rio Indo e Cáucaso à Núbia. O império foi dividido em províncias governadas por sátrapas, que cobravam impostos e eram tipicamente corretores de poder locais. O império controlava cerca de um terço das terras agrícolas do mundo e um quarto de sua população. Em 522, após a morte do rei Cambises II, Dario, o Grande, assumiu o poder.

#### Domínio grego
À medida que a população da Grécia Antiga crescia, eles começaram a colonização da região do Mediterrâneo. Isso encorajou o comércio, que por sua vez causou mudanças políticas nas cidades-estados com as antigas elites sendo derrubadas em Corinto em 657 e em Atenas em 632, por exemplo. Houve também muitas guerras entre as cidades, incluindo as Guerras Messênias (743-742; 685-668), a Guerra Lelantina (710-650) e a Primeira Guerra Sagrada (595-585). Nos séculos VII e VI, Corinto e Esparta eram as potências dominantes da Grécia. A primeira acabou sendo suplantada por Atenas como a principal potência marítima, enquanto Esparta permaneceu como a força terrestre dominante. Em 499, na Revolta Jônica, as cidades gregas da Ásia Menor se rebelaram contra o Império Persa, mas foram esmagadas na Batalha de Lade. Depois disso, os persas invadiram o continente grego nas guerras greco-persas (499-449).
O rei macedônio Filipe II (350-336) conquistou grande parte da Grécia. Em 338, ele formou a Liga de Corinto para libertar os gregos na Ásia Menor dos persas, com 10 000 tropas invadindo em 336. Após seu assassinato, seu filho Alexandre, o Grande, assumiu o comando e cruzou os Dardanelos em 334. Após a conquista da Ásia Menor, Alexandre invadiu o Levante, o Egito e a Mesopotâmia, derrotando os persas sob Dario, o Grande, na Batalha de Gaugamela em 331, e encerrando a última resistência em 328. Após a morte de Alexandre na Babilônia em 323, o império não teve sucessor designado. Isso levou à sua divisão em quatro: a dinastia antigónida na Macedônia, a dinastia atálida na Anatólia, o Reino Ptolomaico no Egito e o Império Selêucida sobre a Mesopotâmia.

#### Domínio romano
Roma tornou-se dominante no Mediterrâneo no século III a.C. depois de derrotar os samnitas, os gauleses e os etruscos pelo controle da península italiana. Em 264, desafiou seu principal rival Cartago para uma luta pela Sicília, dando início às Guerras Púnicas. Uma trégua foi assinada em 241, com Roma ganhando a Córsega e a Sardenha, além da Sicília. Em 218, o general cartaginês Aníbal marchou para fora da Espanha em direção à Itália, cruzando os Alpes com seus elefantes de guerra. Após 15 anos de luta, os romanos o derrotaram e então enviaram tropas contra a própria Cartago, derrotando-a em 202. Só a Segunda Guerra Púnica custou a Roma 100 000 baixas. Em 146, Cartago foi finalmente destruída por completo.
Roma sofria de vários distúrbios e instabilidades internas. Em 133, Tibério Graco foi morto ao lado de centenas de simpatizantes depois de tentar redistribuir terras públicas para os pobres. A Guerra Social (91-88) foi causada por cidades vizinhas que tentavam assegurar-se os benefícios da cidadania romana. Em 82, o general Sula conquistou o poder violentamente, pondo fim à República Romana e tornando-se um ditador. Após sua morte, novas lutas pelo poder surgiram, e na Guerra Civil de César (49-46), Júlio César e Pompeu lutaram pelo império, com o primeiro vencendo. Depois que o governante foi assassinado em 44, uma segunda guerra civil eclodiu entre seus herdeiros potenciais, Marco Antônio e Augusto, este último tornando-se imperador. Isso levou à Pax Romana, um longo período de paz no império. As disputas entre o Reino Ptolomaico, o Império Selêucida, o Império Parta e o Reino do Ponto no Oriente Próximo permitiram que os romanos se expandissem até o Eufrates. Durante o reinado de Augusto, o Reno, o Danúbio e o Saara tornaram-se as outras fronteiras do império. A população atingiu cerca de 60 milhões.
A instabilidade política em Roma cresceu. O imperador Calígula (37-41) foi assassinado pela Guarda Pretoriana para substituí-lo por Cláudio (41-53), enquanto seu sucessor Nero (54-68) incendiou Roma. O reinado médio de sua morte a Filipe, o Árabe (244-249) foi de seis anos. No entanto, a expansão externa continuou, com Trajano (98-117) invadindo a Dácia, a Pártia e a Arábia. Seu único inimigo formidável era o Império Parta. Povos migrantes começaram a exercer pressão sobre as fronteiras do império. O clima seco da Ásia Central forçou os hunos a se mudarem, e em 370 eles cruzaram o Rio Don e logo depois o Danúbio, forçando os godos a se mudarem, o que por sua vez fez com que outras tribos germânicas ultrapassassem as fronteiras romanas. Em 293, Diocleciano (284-305) nomeou três governantes para diferentes partes do império. Foi formalmente dividido em 395 por Teodósio I (379-395) nos Impérios Romano Ocidental e Bizantino. Em 406 a fronteira norte do primeiro foi invadida pelos alemães, vândalos e suevos invadidos. Em 408 os visigodos invadiram a Itália e então saquearam Roma em 410. O colapso final do Império Ocidental veio em 476 com a deposição de Rômulo Augusto (475-476).

## Subcontinente indiano
Construída ao redor do rio Indo, em 2 500 a.C., a Civilização do Vale do Indo, localizada na moderna Índia, Paquistão e Afeganistão, havia se formado. Os limites da civilização se estendiam a 600 km do Mar Arábico. Depois que suas cidades Moenjodaro e Harapa foram abandonadas por volta de 1900 a.C, nenhum poder político conhecido a substituiu.
Os estados começaram a se formar no século XII a.C. com a formação do Reino Curu, que foi a primeira administração em nível estatal no subcontinente indiano. No século VI a.C. com o surgimento de Mahajanapadas. Dos dezesseis desses estados, quatro fortes surgiram: Côssala, Mágada, Vatsa e Avanti, com Mágada dominando o resto em meados do século V a.C.. O Reino de Mágada então se transformou no Império Nanda sob Maapadema Nanda (r. 345–321 a.C.), estendendo-se desde as planícies do Ganges até o Indocuche e o Planalto do Decão. O império foi, no entanto, ultrapassado por Chandragupta Máuria (r. 324–298 a.C.), transformando-o no Império Máuria. Ele se defendeu contra a invasão de Alexandre do Ocidente e recebeu o controle das passagens da montanha Indocuche]] em um tratado de paz assinado em 303 a.C.. Na época do governo de seu neto Açoca, o império se estendia das montanhas Zagros ao rio Bramaputra. O império continha uma população de 50 a 60 milhões, governada por um sistema de províncias governadas por governadores-príncipes, com capital em Pataliputra.
Após a morte de Açoca o império começou a declinar, com a Caxemira no norte, Xunga e Satavana no centro, e Calinga e Pândia no sul se tornando independentes. Nesse vácuo de poder, os iuechis foram capazes de estabelecer o novo Império Cuchana em 30 d.C.. O Império Gupta foi fundado por Chandragupta I (r. 320–335), que em sessenta anos se expandiu do Ganges para a Baía de Bengala e o rio Indo. após a queda do Império Cuchana. A governança Gupta era semelhante à dos máurias. Após guerras com os heftalitas e outros problemas, o império caiu em 550.

### China
Na Planície do Norte da China, o rio Amarelo permitiu o surgimento de estados como Uei e Qi. Esta área foi unificada pela primeira vez pela Dinastia Shang por volta de 1 600 a.C., e substituída pela dinastia Chou na Batalha de Muye em 1 046 a.C., com supostamente milhões participando dos combates. No entanto, os vencedores foram atingidos por distúrbios internos logo depois. Os principais rivais dos Chou eram os Dongyi em Xantum, os Xianyun em Ordo, os Guifang em Xanxim, bem como o Chu no meio do Iansequião.
A partir do oitavo século a.C., a China caiu em um estado de anarquia por cinco séculos durante o período "primavera e o outono" (771-476) e os períodos dos Reinos Combatentes (476-221). Durante o último período, a dinastia Jin se dividiu nos estados Uei, Chao e Hã, enquanto o resto da planície do norte da China era composta pelos estados Chu, Qin, Qi e Yan, enquanto o Chou permaneceu no centro com grande poder cerimonial. Enquanto os Chao tinham uma vantagem no início, os Qin acabaram derrotando-os em 260 com cerca de meio milhão de soldados lutando de cada lado na Batalha de Changping. Os outros estados tentaram formar uma aliança contra os Qin, mas foram derrotados. Em 221, a Dinastia Chim foi estabelecida com uma população de cerca de 40 milhões, com um capital de 350 000 em Linzi. Sob a liderança de Qin Shi Huang, a dinastia iniciou reformas como o estabelecimento de unidades administrativas territoriais, projetos de infraestrutura (incluindo a Grande Muralha da China) e caracteres chineses uniformes. No entanto, após sua morte e enterro com o Exército de Terracota, o império começou a desmoronar quando Chu e Han começaram a lutar por um vácuo de poder deixado por um herdeiro fraco, com a Dinastia Han subindo ao poder em 204 a.C.
Sob o Dinastia Han, a população da China subiu para 50 milhões, com 400 mil na capital Chang'an, e com expansão territorial para Coréia, Vietnã e Tião Chão. Expedições também foram enviadas contra os Xiongnu e para garantir o Corredor Hexi, o reino Nanyue foi anexado, e Hainan e Taiwan conquistados. A pressão chinesa sobre os Xiongnu os forçou para o oeste, levando ao êxodo dos iuechis, que por sua vez saquearam a capital de Báctria. Isso levou ao seu novo Império Cuchana. O fim da dinastia Hã veio após convulsões internas em 220 EC, com sua divisão nos estados Shu, Wu e Uei. Apesar da ascensão da dinastia Jin (266-420), a China logo foi invadida pelos Xiongnu na rebelião dos Cinco Bárbaros (304-316), que conquistaram grandes áreas da planície do norte da China e declararam o Uei do Norte. em 399.

### Américas
Os olmecas foram a primeira grande cultura indígena americana, com algumas menores, como a cultura Chavín, principalmente entre caçadores-coletores. Os olmecas eram limitados pelas densas florestas e pela longa estação chuvosa, bem como pela falta de cavalos.

## Era pós-clássica

### África
A costa leste da África continha uma série de cidades comerciais ligadas a reinos do interior. O Chifre da África foi dominado pelo Império Etíope nos séculos XIII e XIV. A sul estavam as cidades suaíli de Mogadíscio, Mombaça, Zanzibar, Quíloa e Sofala. No século XIV, Quíloa conquistou a maioria dos outros. Também se envolveu em campanhas contra o poder interior do Grande Zimbábue. O Grande Zimbabué foi ultrapassado em comércio por seu rival, o Reino de Mutapa. Em direção ao norte, o Império de Quitara dominou os Grandes Lagos nos séculos XIV e XV. Em direção à costa atlântica, o Reino do Congo era de importância regional na mesma época. O Golfo da Guiné tinha o Reino do Benin. Ao norte, no Sael, havia uma competição tripartida entre os reinos mossis, o Império Songai, bem como o Império do Mali, com o último declínio no século XV.

### Américas
O grupo Tiwanaku no oeste da Bolívia, com base no sul da Bacia do Lago Titicaca. Sua influência se estendeu até os atuais Peru e Chile e durou por volta de 600 a 1000 d.C. Chimor foi o agrupamento político da cultura Chimú que governou a costa norte do Peru começando por volta de 850 e terminando por volta de 1470. Chimor foi o maior reino no período intermediário tardio, abrangendo 1 000 quilômetros (620 milhas) de litoral. Os reinos aimarás, por sua vez, eram um grupo de políticas nativas que floresceram no período intermediário tardio, após a queda do Império Tiwanaku, cujas sociedades estavam geograficamente localizadas no Calavuno. Eles foram desenvolvidos entre 1150 e 1477, antes que os reinos desaparecessem devido à conquista militar do Império Inca.
Começando por volta de 250 d.C., a civilização maia desenvolveu muitas cidades-estados ligadas por uma complexa rede de comércio. Nas planícies maias, duas grandes rivais, as cidades de Tikal e Calakmul, tornaram-se poderosas. O período também viu a intervenção intrusiva da cidade mexicana central de Teotihuacan na política dinástica maia. No século IX, houve um colapso político generalizado na região maia central, resultando em guerras internas, o abandono de cidades e um deslocamento da população para o norte. O período pós-clássico viu a ascensão de Chichen Itza no norte e a expansão da agressiva do Reino K'iche' nas Terras Altas da Guatemala. No século XVI, o Império Espanhol colonizou a região mesoamericana, e uma longa série de campanhas viu a queda de Nojpetén, a última cidade maia, em 1697.
O Império Asteca foi formado como uma aliança de três cidades-estados Nahua altepetl: México-Tenochtitlan, Tetzcoco e Tlacopan e das facções vitoriosas de uma guerra civil travada entre a cidade de Azcapotzalco e suas antigas províncias tributárias. Essas três cidades-estados governaram a área dentro e ao redor do Vale do México de 1428 até que as forças combinadas dos conquistadores espanhóis e seus aliados nativos sob Hernán Cortés os derrotaram em 1521. Apesar da concepção inicial do império como uma aliança de três-cidades-estados governadas, Tenochtitlán rapidamente se tornou dominante militarmente. Quando os espanhóis chegaram em 1519, as terras da Aliança foram efetivamente governadas a partir de Tenochtitlan, enquanto os outros parceiros da aliança assumiram papéis subsidiários. O estado de Tarascan era o segundo maior estado da Mesoamérica na época. Foi fundada no início do século XIV.

### Ásia
Quando a China entrou na Dinastia Sui, o governo mudou e expandiu suas fronteiras à medida que as muitas burocracias separadas uniam sob uma única bandeira. Isso evoluiu para a Dinastia Tang quando Li Yuan assumiu o controle da China em 626. Até agora, as fronteiras chinesas haviam se expandido do leste da China, ao norte, no Império Tang. O Império Tangue se desfez em 907 e se dividiu em dez reinos regionais e cinco dinastias com fronteiras vagas. Cinquenta e três anos após a separação do Império Tang, a China entrou na Dinastia Song sob o domínio de Chao K'uang, embora as fronteiras deste país tenham se expandido, elas nunca foram tão grandes quanto as da dinastia Tang e estavam sendo constantemente redefinidas devido aos ataques dos vizinhos tártaros (mongóis) conhecidos como tribos quitais.
O Império Mongol emergiu da unificação de várias tribos nômades na pátria mongol sob a liderança de Gêngis Cã (c. 1162-1227), a quem um conselho proclamou como o governante de todos os mongóis em 1206. O império cresceu rapidamente sob seu domínio e a de seus descendentes, que enviaram exércitos invasores em todas as direções. O vasto império transcontinental conectou o Oriente ao Ocidente, o Pacífico ao Mediterrâneo, em uma Pax Mongolica forçada, permitindo a disseminação e troca de comércio, tecnologias, commodities e ideologias em toda a Eurásia. A invasão mongol interrompeu o desenvolvimento econômico da China por mais de 150 anos, mudando decisivamente o equilíbrio de poder no Hemisfério Oriental.
O império começou a se dividir devido a guerras pela sucessão, pois os netos de Gêngis Cã disputavam se a linha real deveria seguir de seu filho e herdeiro inicial Oguedai ou de um de seus outros filhos, como Tolui, Chagatai ou Jochi. Os Toluídas prevaleceram após um sangrento expurgo das facções oguedaída e chagataída, mas as disputas continuaram entre os descendentes de Tolui. Depois que Mangu Cã morreu (1259), os conselhos curultai rivais elegeram simultaneamente diferentes sucessores, os irmãos Arigue Buga e Cublai Cã, que lutaram entre si na Guerra Civil Toluída (1260–1264) e também lidou com desafios dos descendentes de outros filhos de Gêngis. Cublai tomou o poder com sucesso, mas a guerra civil se seguiu enquanto ele tentava, sem sucesso, recuperar o controle das famílias dos descendentes de Chagatai e Oguedai. Na época da morte de Cublai em 1294, o Império Mongol havia se dividido em quatro canatos ou impérios separados, cada um perseguindo seus próprios interesses e objetivos separados: o canato da Horda Dourada no noroeste, o Canato de Chagatai na Ásia Central, o Ilcanato no sudoeste, e a dinastia Iuã no leste, com sede na moderna Pequim.
Em 1304, os três canatos ocidentais aceitaram brevemente a suserania nominal da Dinastia Iuã, mas em 1368 a dinastia chinesa Han Ming assumiu a capital mongol. Os governantes descendentes de Gêngis Cã do Império Iuã recuaram para a pátria mongol e continuaram a governar lá como a dinastia Yuan do Norte. A dinastia Mingue teve o maior exército do mundo com quase um milhão de soldados. Foi, portanto, capaz de conduzir campanhas militares na Manchúria, Mongólia Interior, Iunã e Vietnã. Também foram enviadas viagens navais, com a as viagens dos Ming chegando à África. Estes também intervieram militarmente em Java, Sumatra e Sri Lanka. O Ilcanato se desintegrou no período 1335-1353. A Horda Dourada havia invadido os canatos concorrentes no final do século XV e foi derrotado e expulso da Rússia em 1480 pelo Grão-Ducado de Moscou, enquanto o Canato de Chagatai durou de uma forma ou de outra até 1687.

### Oriente Médio e Europa
As guerras bizantino-sassânidas de 572–591 e 602–628 produziram os efeitos cumulativos de um século de conflito quase contínuo, deixando ambos os impérios aleijados. Quando Cavades II morreu apenas alguns meses depois de chegar ao trono, a Pérsia foi mergulhada em vários anos de turbulência dinástica e guerra civil. Os sassânidas foram ainda mais enfraquecidos pelo declínio econômico, pesada tributação das campanhas de Cosroes II, agitação religiosa e o crescente poder dos proprietários de terras provinciais. O Império Bizantino também foi severamente afetado, com suas reservas financeiras esgotadas pela guerra e os Bálcãs agora em grande parte nas mãos dos eslavos. Além disso, a Anatólia foi devastada por repetidas invasões persas; o domínio do Império sobre seus territórios recentemente reconquistados no Cáucaso, Síria, Mesopotâmia, Palestina e Egito foi afrouxado por muitos anos de ocupação persa. Nenhum império teve qualquer chance de se recuperar e, de acordo com George Liska, o "conflito bizantino-persa desnecessariamente prolongado abriu o caminho para o Islã".
Os coraixitas governaram a cidade de Meca e expulsaram seu membro Maomé dela para a cidade de Medina em 622, de onde começou a difundir sua nova religião, o islamismo. Em 631 Maomé marchou com 10 000 para Meca e a conquistou antes de morrer no ano seguinte. Seus sucessores uniram a maior parte da Arábia nas Guerras Rida (632-633) e então iniciaram as conquistas muçulmanas do Levante (634-641), Egito (639-642) e Pérsia (633-651), esta última terminando o Império Sassânida. Em menos de uma década após sua morte, o Califado Ortodoxo estendeu seu alcance das montanhas do Atlas, no oeste, até o Indocuche, no leste. No entanto, a Primeira Fitna levou à sua substituição pelo Califado Omíada em 661, transferindo o centro do poder para Damasco. No seu auge, os Omíadas governavam um terço da população mundial. Em 750, o Califado Abássida substituiu os omíadas na Revolução Abássida. Em 762, transferiram a capital para Bagdá. O Emirado de Córdova permaneceu sob o domínio de Califado Omíada, enquanto em 788 o Califado Idríssida se separou em Marrocos. O Califado Fatímida começou a tomar o norte da África a partir de 909, e a dinastia buída se separou na Pérsia e depois na Mesopotâmia a partir de 930.
Em 711, começou a conquista omíada da Hispânia, e em 717 cruzaram os Pirenéus e entraram na planície europeia. Eles foram recebidos pela dinastia merovíngia, que havia sido estabelecida por Clóvis I (481-511), que estava em declínio, levando Carlos Martel a tomar o poder e derrotar a força invasora na Batalha de Tours em 732. Seu filho Pepino, o Breve estabeleceu a dinastia carolíngia em 751. Carlos Magno (768-814) transformou-a no Império Carolíngio, sendo coroado Imperador dos Romanos em 800 pelo Papa, com isso formando a base para o posterior Sacro Império Romano. Enquanto isso, na Europa Oriental, Crum (795-814) expandiu o Império Búlgaro. O Tratado de Verdun dividiram o Império Carolíngio em Francia Ocidental, Médio e Oriental.
Durante a Era Viking (793–1066 d.C), os nórdicos conhecidos como Vikings empreenderam invasões, colonização, conquista e comércio em larga escala em toda a Europa e chegaram à América do Norte. Viajando por mar de suas terras natais na Dinamarca, Noruega e Suécia, o povo nórdico se estabeleceu nas Ilhas Britânicas, Irlanda, Ilhas Faroé, Islândia, Groenlândia, Normandia, costa do Báltico e ao longo do Dnieper e Volga rotas comerciais na Europa Oriental, onde também eram conhecidos como varegues. Eles também se estabeleceram brevemente na Terra Nova, tornando-se os primeiros europeus a chegar à América do Norte. Os vikings fundaram vários reinos e condados na Europa: o reino das Ilhas (Suðreyjar), Orkney (Norðreyjar), York (órvík) e Danelaw (Danalǫg), Dublin (Dyflin), Normandia e a Rus de Kiev (Garðaríki). As pátrias nórdicas também foram unificadas em reinos maiores durante a Era Viking, e o Império do Mar do Norte de curta duração incluiu grandes áreas da Escandinávia e da Grã-Bretanha.
Em 1095, o Papa Urbano II proclamou a Primeira Cruzada no Concílio de Clermont. Ele encorajou o apoio militar ao imperador bizantino Aleixo I contra os turcos seljúcidas e uma peregrinação armada a Jerusalém. Em todos os estratos sociais da Europa Ocidental houve uma resposta popular entusiástica. Voluntários fizeram um voto público de se juntar à cruzada. Os historiadores agora debatem a combinação de suas motivações, que incluíam a perspectiva de ascensão em massa ao céu em Jerusalém, satisfação das obrigações feudais, oportunidades de renome e vantagem econômica e política. Os sucessos iniciais estabeleceram quatro estados cruzados no Oriente Próximo: o Concelho de Edessa; o Principado de Antioquia; o Reino de Jerusalém; e o Condado de Trípoli. A presença dos cruzados permaneceu na região de alguma forma até que a cidade de Acre caiu em 1291, levando à rápida perda de todo o território remanescente no Levante. Depois disso, não houve mais cruzadas para recuperar a Terra Santa.
Após o fim do Império Carolíngio, as maiores políticas da Europa Ocidental foram o Sacro Império Romano, o Império Bizantino, o Reino da França e o Reino da Inglaterra. A Igreja Católica também exercia um tremendo poder. Na Europa Oriental, a invasão mongol da Europa matou metade da população de 1237 a 1241. O vácuo de poder resultante ajudou a Ordem Teutônica, enquanto o Reino da Polônia e o Reino da Hungria se tornaram os principais reinos católicos. Mais a leste, a Rússia de Quieve continuou a prosperar. A principal potência ao sul, entretanto, era o Império Bizantino. No entanto, em 1180, a República de Veneza mudou o equilíbrio do poder marítimo no Mediterrâneo. No Grande Oriente Médio, o poder foi dividido entre o Império Seljúcida, o Califado Fatímida, a dinastia Buída e Império Gasnévida. Nenhum poder islâmico foi capaz de manter o Egito, o Levante, a Mesopotâmia e a Pérsia ao mesmo tempo novamente. Em 1258, o cerco mongol de Bagdá empurrou o mundo islâmico para a desordem.
A dinastia seljúcida foi fundada por Osmã I (1200-1323), levando ao Império Otomano. Em 1345, os otomanos entraram na Europa através dos Dardanelos, conquistando Tessalônica em 1387, e avançando para Kosovo em 1389. A queda de Constantinopla se seguiu em 1453. A queda de Constantinopla marcou o fim do Império Bizantino. O Império, e efetivamente o fim do Império Romano, um estado que remonta a 27 a.C. e durou quase 1 500 anos. A conquista de Constantinopla e a queda do Império Bizantino foi um evento chave do Final da Idade Média e é considerado o fim do período Medieval.

### Índia
A política indiana girava em torno da luta entre o império budista de Pala, a dinastia hindu Gurjara-Pratiara, a dinastia jainista rastracuta, bem como o califado islâmico. O Império Pala surgiu por volta de 750 em Bengala sob Gopala I enquanto os rastracutas surgiram na mesma época no Planalto do Decão e na costa sul sob Dantidurga. Os Pratiaras primeiro uniram a Planície Indo-Gangética sob Nagabata I (c. 730-760), que derrotou uma invasão islâmica do norte da Índia. A luta entre os quatro durou quase 200 anos. Por volta do século IX, o Império Gasnévida, um dissidente do califado, surgiram depois de tirar vantagem das fraquezas internas dos outros.
O Império Chola surgiu como uma das potências comerciais mais fortes da Ásia antes de invadir o Sri Lanka no final dos anos 900. Em 1025, eles atacaram o reino comercial rival de Serivijaia no sudeste da Ásia. Seus inimigos na Índia incluíam uma aliança de príncipes pândias e a Império Chaluquia. No entanto, o Sultanato Gúrida invadiu as partes do norte do subcontinente de 1175 a 1186, conquistando grande parte delas. Em 1206, Cobadim Aibaque fundou o Sultanato de Déli. No século XIV, controlava a Planície Indo-Gangética e o Planalto do Decão. Em meados do século, este último viu a ascensão do Reino de Bisnaga, que governou grande parte do sul da Índia como uma federação. O Sultanato e o Império se engajaram em guerras contínuas sem que um pudesse derrotar o outro.

## Início da Era moderna

### Américas
Começando com a chegada de Cristóvão Colombo no Caribe em 1492 e ganhando controle sobre mais território por mais de três séculos, o Império Espanhol se expandiria pelas ilhas do Caribe, metade da América do Sul, a maior parte da América Central e grande parte da América do Norte. Os principais impérios dos continentes americanos foram derrotados por forças espanholas muito menores. O Império Asteca sob Moctezuma II tinha 200 000 soldados sob seu comando, mas foi derrotado por pouco mais de 600 conquistadores. O Império Inca sob Atahualpa com 60 mil soldados foi derrotado por 168 espanhóis, entretanto. Em ambos os casos, os espanhóis usaram o ardil de capturar os chefes de estado.
Após uma expedição anterior a Iucatã liderada por Juan de Grijalva em 1518, o conquistador espanhol Hernán Cortés liderou uma expedição (entrada) ao México. Dois anos depois, em 1519, Cortés e sua comitiva partiram para o México. Cortés fez alianças com cidades-estados tributárias (altepetl) do Império Asteca, bem como seus rivais políticos, particularmente os Tlaxcaltecas e Tetzcocans, ex-parceiros da Tríplice Aliança Asteca. Outras cidades-estados também aderiram, incluindo Cempoala e Huejotzingo e municípios que fazem fronteira com o Lago de Texcoco, o sistema lacustre interior do Vale do México. A campanha espanhola contra o Império Asteca teve sua vitória final em 13 de agosto de 1521, quando um exército de coalizão de forças espanholas e guerreiros nativos Tlaxcalan liderados por Cortés e Xicotencatl, o Jovem, capturou o imperador Cuauhtémoc e Tenochtitlan, a capital do Império Asteca. A queda de Tenochtitlan marca o início do domínio espanhol no centro do México, e eles estabeleceram sua capital da Cidade do México nas ruínas de Tenochtitlan.
Após anos de exploração preliminar e escaramuças militares, 168 soldados espanhóis sob o comando do conquistador Francisco Pizarro, seus irmãos e seus aliados indígenas capturaram o Sapa Inca Atahualpa na Batalha de Cajamarca em 1532. Foi o primeiro passo de uma longa campanha que levou décadas de luta, mas terminou com a vitória espanhola em 1572 e a colonização da região como vice-reinado do Peru.
A conquista espanhola dos Muisca ocorreu de 1537 a 1540. Enquanto isso, as Guerras Calchaquíes foram uma série de conflitos militares entre a Confederação Diaguita e o Império Espanhol no período 1560-1667. Depois de muitos sucessos espanhóis iniciais na Guerra Arauco contra os Mapuche, a Batalha de Curalaba em 1598 e a seguinte destruição das Sete Cidades marcaram um ponto de virada na guerra que levou ao estabelecimento de uma fronteira clara entre os domínios espanhóis e a terra mapuche independente.

### Ásia

#### Impérios da Pólvora
Os impérios da pólvora foram os Impérios Otomano, Safávida e Mogol, que floresceram do século XVI ao XVIII. Esses três impérios estavam entre as economias mais fortes e estáveis do início do período moderno, levando à expansão comercial e a um maior patrocínio da cultura, enquanto suas instituições políticas e jurídicas se consolidavam com um grau crescente de centralização. Os impérios passaram por um aumento significativo da renda per capita e da população, e um ritmo sustentado de inovação tecnológica. Eles se estendiam da Europa Central e do norte da África no oeste até o moderno Bangladesh de hoje e Mianmar no leste.
Sob o sultão Selim I (1512-1520), os otomanos derrotaram os safávidas na Batalha de Caldirã (1514). Seu sucessor, Solimão, o Magnífico (1520-1566), o Império Otomano marcou o auge de seu poder e prosperidade, bem como o maior desenvolvimento de seus sistemas governamentais, sociais e econômicos. Já controlando os Balcãs, conseguiu invadir a Hungria e vencer a Batalha de Mohács (1526). No entanto, mais avanços falharam após o Cerco de Viena (1529). Após vitórias navais na Batalha de Preveza (1538) e a Batalha de Djerba (1560), os otomanos também emergiram como a potência marítima dominante no Mediterrâneo. Uma viagem de barco chegou ao Sultanato de Aceh em 1565. No início do século XVII, o império continha 32 províncias e numerosos estados vassalos. Alguns deles foram posteriormente absorvidos pelo Império Otomano, enquanto outros receberam vários tipos de autonomia ao longo dos séculos.
No entanto, os otomanos começaram a enfrentar muitos desafios. O fracasso em conquistar o Império Safávida obrigou-o a manter forças no leste, enquanto a expansão do Império Russo pressionava os territórios do Mar Negro. Entretanto, as potências ocidentais começaram a ultrapassar as suas capacidades marítimas, sendo a Batalha de Lepanto (1571) um ponto de viragem. Em 1683, a Batalha de Viena interrompeu uma invasão otomana novamente, com a Santa Liga Cristã empurrando o Império de volta para os Bálcãs. Apesar da reconquista veneziana de Morea (Peloponeso) na década de 1680 e foi recuperada em 1715, enquanto a ilha de Corfu sob o domínio veneziano permaneceu a única ilha grega não conquistada pelos otomanos. O Império Otomano ainda era a maior potência no Mediterrâneo e no Oriente Médio.
A dinastia safávida governou a Pérsia de 1501 a 1722 (passando por uma breve restauração de 1729 a 1736). Governou do Mar Negro ao Hindu Kush, com mais de 50 milhões de habitantes. Originários de guerreiros caucasianos chamados Qizilbash, eles conquistaram a Armênia em 1501, a maior parte da Pérsia em 1504, partes do Uzbequistão em 1511 e lutaram sem sucesso pelo Cáucaso e Mesopotâmia até 1555. No entanto, Bagdá foi recapturada em 1623. A expansão da Rússia no norte eventualmente começou a representar uma ameaça. O Império foi finalmente derrotado e dividido entre otomanos e russos em 1722-23.
O Império Mogol, foi um império no sul da Ásia. Por cerca de dois séculos, o império se estendeu das margens externas da bacia do Indo no oeste, norte do Afeganistão no noroeste e Caxemira no norte, até as terras altas dos atuais Assam e Bangladesh no leste, e as terras altas do planalto de Deccan no sul da Índia. Em 1505, invasores da Ásia Central entraram na Planície Indo-Gangética e estabeleceram o Império sob Akbar (1556-1605). A negligência das defesas do norte permitiu que os persas sob Nader Shah invadissem em 1739, capturou e saqueou Delhi.

### Leste Asiático
Sob a dinastia Ming (1368-1644), a população e a economia da China cresceram. Enquanto os portugueses foram inicialmente mantidos fora com sucesso, os piratas japoneses começaram a atacar a costa, forçando a cooperação com os portugueses que estabeleceram um acordo comercial em Macau em 1554. Os povos mongol do norte e Jurchen estabeleceram uma coalizão para invadiram o país, chegando a Pequim em 1550. Em 1592, os japoneses invadiram a Coréia, enquanto rebeliões surgiram na China.

### Europa
Em 1700, Carlos II da Espanha morreu, nomeando Filipe de Anjou, neto de Luís XIV, seu herdeiro. A decisão de Carlos não foi bem recebida pelos britânicos, que acreditavam que Luís aproveitaria a oportunidade para aliar a França e a Espanha e tentar conquistar a Europa. A Grã-Bretanha formou a Grande Aliança com a Holanda, Áustria e a maioria dos estados alemães e declarou guerra contra a Espanha em 1702. A Guerra da Sucessão Espanhola durou 11 anos e terminou quando o Tratado de Utrecht foi assinado em 1714.
Menos de 50 anos depois, em 1740, a guerra eclodiu novamente, desencadeada pela invasão da Silésia, parte da Áustria, pelo rei Frederico II da Prússia. Grã-Bretanha, Holanda e Hungria apoiaram Maria Teresa. Nos oito anos seguintes, esses e outros estados participaram da Guerra da Sucessão Austríaca, até que um tratado foi assinado, permitindo que a Prússia mantivesse a Silésia. A Guerra dos Sete Anos começou quando Teresa dissolveu sua aliança com a Grã-Bretanha e aliou-se à França e à Rússia. Em 1763, a Grã-Bretanha venceu a guerra, alegando que o Canadá e terra a leste do Mississippi. A Prússia também manteve a Silésia.

### Oceania
O interesse pela geografia do Hemisfério Sul começou a aumentar no século XVIII. Em 1642, o navegador holandês Abel Tasman foi contratado para explorar o Hemisfério Sul; durante suas viagens, Tasman descobriu a ilha de Van Diemen, que mais tarde foi chamada de Tasmânia, a costa australiana e a Nova Zelândia em 1644. O capitão James Cook foi contratado em 1768 para observar um eclipse solar no Taiti e navegou para o porto de Stingray na costa leste da Austrália em 1770, reivindicando a terra para a Coroa Britânica. Os assentamentos na Austrália começaram em 1788, quando a Grã-Bretanha começou a utilizar o país para a deportação de condenados, com os primeiros assentamentos livres chegando em 1793. Da mesma forma, a Nova Zelândia tornou-se um lar para caçadores em busca de baleias e focas em a década de 1790 com assentamentos não comerciais posteriores pelos escoceses nas décadas de 1820 e 30.

## Era Moderna

### Ondas revolucionárias
As Revoluções Atlânticas foram uma onda revolucionária no final do século XVIII e início do XIX. Ocorreu nas Américas e na Europa, incluindo a Revolução da Córsega (1755-1769), Revolução Americana (1765-1783), Revolução de Genebra de 1782, Revolta dos Patriotas Holandeses (1785), Guerra Polaco-Russa de 1792 (1788- 1792), Revolução Francesa e suas consequências (1789–1814), Revolução de Liège (1789–1795), Revolução Brabante (1790), Revolução Haitiana (1791–1804), Revolução Batava (1795), revolta dos escravos em Curaçao(1795), a rebelião de Fédon (1796), a Rebelião Escocesa (1797), a Rebelião Irlandesa (1798), a Revolução Helvética (1798) e a Revolução Altamurana (1799), a revolta da Costa Alemã de 1811 (1811) e a Guerra da Independência da Noruega (1814). Houve convulsões menores na Suíça, Rússia e Brasil. Os revolucionários de cada país conheciam os outros e, até certo ponto, foram inspirados por eles ou os imitaram.
As Guerras Revolucionárias Francesas foram uma série de grandes conflitos militares que duraram de 1792 a 1802 e resultaram da Revolução Francesa. Eles colocaram a França contra a Grã-Bretanha, o Sacro Império Romano, a Prússia, a Rússia e várias outras monarquias. Eles são divididos em dois períodos: a Guerra da Primeira Coalizão (1792-1797) e a Guerra da Segunda Coalizão (1798-1802). Inicialmente confinada à Europa, a luta assumiu gradualmente uma dimensão global. Após uma década de guerra constante e diplomacia agressiva, a França conquistou territórios na Península Itálica, Países Baixos e a Renânia na Europa e retrocedeu a Louisiana na América do Norte. O sucesso francês nesses conflitos garantiu a disseminação de princípios revolucionários por grande parte da Europa.
O Golpe de 18 de Brumário levou o general Napoleão Bonaparte ao poder como primeiro cônsul da França e, na opinião da maioria dos historiadores, encerrou a Revolução Francesa. As Guerras Napoleônicas (1803-1815) foram uma série de grandes conflitos que opuseram o Império Francês e seus aliados, liderados por Napoleão I, contra um conjunto flutuante de potências europeias formadas em várias coalizões. Produziu um breve período de dominação francesa sobre a maior parte da Europa continental. As guerras resultaram das disputas não resolvidas associadas à Revolução Francesa e seu conflito resultante. As guerras são frequentemente categorizadas em cinco conflitos, cada um denominado após a coalizão que lutou contra Napoleão: a Terceira Coalizão (1805), a Quarta (1806-07), a Quinta (1809), a Sexta (1813-14) e a Sétima (1815).
A Guerra Peninsular com a França, que resultou da ocupação napoleônica da Espanha, fez com que os crioulos espanhóis na América espanhola questionassem sua fidelidade à Espanha, alimentando movimentos de independência que culminaram em várias guerras de independência hispano-americanas (1808-33), que foram travadas principalmente entre grupos opostos de colonos e apenas secundariamente contra as forças espanholas. Ao mesmo tempo, a monarquia portuguesa mudou-se para o Brasil durante a ocupação francesa de Portugal. Após o regresso da corte real a Lisboa, o príncipe regente, Pedro, permaneceu no Brasil e em 1822 declarou-se com sucesso imperador de um Império brasileiro recém-independente.
As revoluções durante a década de 1820 incluíram os Carbonários na Itália, o Triênio Liberal na Espanha, a Revolução Liberal de 1820 no Reino de Portugal, a Guerra da Independência Grega e a revolta dezembrista no Império Russo. Seguidas por estas, as Revoluções de 1830 incluíram a Revolução Belga no Reino Unido dos Países Baixos, a Revolução de Julho na França, a Revolta de Novembro no Congresso da Polônia, e o Ustertag na Suíça. As Revoluções de 1848, por sua vez, foram a onda revolucionária mais difundida na história europeia. Eles incluíram a Revolução de Março, Revolução Francesa, revoluções alemãs, as Revoluções nos estados italianos, revolta da Grande Polônia, Agitação de Março, Revoluções no Império Austríaco, Revolta Praieira, Revolução no Luxemburgo, Revolução Moldávia, Revolução Valáquia, Cartismo, e a rebelião da jovem Irlanda.

### Grande competição de poder
Inspirado pelas rebeliões das décadas de 1820 e 1830 contra o resultado do Congresso de Viena, o processo de unificação italiana foi precipitado pelas revoluções de 1848, e foi concluído em 1871, quando Roma foi oficialmente designada capital do Reino da Itália. Após a Guerra Franco-Prussiana de 1870-1871, a Prússia, sob o comando de Otto von Bismarck, reuniu quase todos os estados alemães (excluindo Áustria, Luxemburgo e Liechtenstein) em um novo Império Alemão. O novo império de Bismarck tornou-se o estado mais poderoso da Europa continental até 1914. Enquanto isso, a Grã-Bretanha havia entrado em uma era de "isolamento esplêndido", evitando complicações que a levaram à Guerra da Crimeia em 1854-1856. Concentrou-se no desenvolvimento industrial interno e na reforma política, e na construção de suas grandes propriedades internacionais, o Império Britânico, mantendo, de longe, a Marinha mais forte do mundo para proteger sua ilha natal e suas muitas possessões no exterior.

### Primeira Guerra Mundial
A Primeira Guerra Mundial viu o continente europeu se dividir em duas grandes alianças opostas; as Potências Aliadas, compostas principalmente pelo Reino Unido da Grã-Bretanha e Irlanda, Estados Unidos, França, Império Russo, Itália, Japão, Portugal e os muitos Estados Balcânicos mencionados, como Sérviae Montenegro; e as Potências Centrais, compostas principalmente pelo Império Alemão, o Império Austro-Húngaro, o Império Otomano e a Bulgária. Embora a Sérvia tenha sido derrotada em 1915, e a Romênia se juntou às Potências Aliadas em 1916, apenas para ser derrotada em 1917, nenhuma das grandes potências foi eliminada da guerra até 1918. A Revolução de Fevereiro de 1917 na Rússia substituiu a Monarquia pelo Governo Provisório, mas continuando descontente com o custo de a guerra levou à Revolução de Outubro, à criação da República Socialista Soviética e à assinatura do Tratado de Brest-Litovsk pelo novo governo em março de 1918, encerrando o envolvimento da Rússia na guerra. Uma a uma, as Potências Centrais desistiram: primeiro a Bulgária (29 de setembro), depois o Império Otomano (31 de outubro) e o Império Austro-Húngaro (3 de novembro). Com seus aliados derrotados, a revolução em casa e os militares não mais dispostos a lutar, o Kaiser Wilhelm abdicou em 9 de novembro e a Alemanha assinou um armistício em 11 de novembro de 1918, encerrando a guerra.
A divisão do Império Otomano após a guerra levou à dominação do Oriente Médio por potências ocidentais, como a Grã-Bretanha e a França, e viu a criação do mundo árabe moderno e da República da Turquia. O mandato da Liga das Nações concedeu o Mandato Francês para a Síria e o Líbano, o Mandato Britânico para a Mesopotâmia (mais tarde Iraque) e o Mandato Britânico para a Palestina, posteriormente dividido em Palestina Obrigatória e o Emirado da Transjordânia (1921-1946). Possessões do Império Otomano na Península Arábica tornou-se o Reino de Hejaz, que o Sultanato de Nejd (hoje Arábia Saudita) foi autorizado a anexar, e o Reino Mutawakkilita do Iêmen. As possessões do Império nas costas ocidentais do Golfo Pérsico foram anexadas de várias maneiras pela Arábia Saudita (al-Ahsa e Qatif), ou permaneceram protetorados britânicos (Kuwait, Bahrein e Qatar) e tornaram-se os Estados Árabes do Golfo Pérsico.
As Revoluções de 1917-1923 incluíram agitação política e revoltas em todo o mundo inspiradas pelo sucesso da Revolução Russa e pela desordem criada após a Primeira Guerra Mundial. Na Rússia Imperial devastada pela guerra, a Revolução de Fevereiro liberal derrubou a monarquia. Seguiu-se um período de instabilidade, e os bolcheviques tomaram o poder durante a Revolução de Outubro. Em resposta à emergente União Soviética, forças anticomunistas de uma ampla variedade de facções ideológicas lutaram contra os bolcheviques, particularmente pelo movimento branco contra-revolucionário e pelo camponês (Exércitos verdes), os vários movimentos nacionalistas na Ucrânia após a Revolução Russa e outros supostos novos estados como os da Transcaucásia soviética e da Ásia Central soviética, a Terceira Revolução Russa de inspiração anarquista e a Rebelião Tambov. As vitórias leninistas também inspiraram uma onda de comunismo mundial: a maior Revolução Alemã e seus descendentes, como a República Soviética da Baviera, a vizinha Revolução Húngara e o Biennio Rosso (biênio vermelho) na Itália, além de vários levantes, protestos e greves menores, todos fracassados. Os bolcheviques procuraram coordenar essa nova onda de revolução no Comintern liderado pelos soviéticos.

### A ascensão do fascismo
As condições de dificuldades econômicas causadas pela Grande Depressão provocaram uma onda internacional de agitação social. Na Alemanha, contribuiu para a ascensão do Partido Nacional Socialista dos Trabalhadores Alemães, que resultou no desaparecimento da República de Weimar e no estabelecimento do regime fascista, a Alemanha nazista, sob a liderança de Adolf Hitler. Os movimentos fascistas cresceram em força em outras partes da Europa. O fascista húngaro Gyula Gömbös subiu ao poder como primeiro-ministro da Hungria em 1932 e tentou entrincheirar seu Partido da Unidade Nacional em todo o país. O movimento fascista da Guarda de Ferro na Romênia disparou em apoio político depois de 1933, ganhando representação no governo romeno, e um membro da Guarda de Ferro assassinou o primeiro-ministro romeno Ion Duca. Durante a crise de 6 de fevereiro de 1934, a França enfrentou a maior turbulência política doméstica desde o Caso Dreyfus, quando o Movimento franciscano fascista e vários movimentos de extrema-direita se revoltaram em massa em Paris contra o governo francês, resultando em grande violência política.
Nas Américas, os integralistas brasileiros liderados por Plínio Salgado reivindicaram até 200 000 membros, embora, após tentativas de golpe, tenham enfrentado uma repressão do Estado Novo de Getúlio Vargas em 1937. Na década de 1930, o Movimento Nacional Socialista do Chile ganhou assentos no parlamento do Chile parlamento e tentou um golpe de estado que resultou no massacre de Seguro Obrero de 1938.

### Segunda Guerra Mundial
A Segunda Guerra Mundial é geralmente considerada como tendo começado em 1º de setembro de 1939, quando a Alemanha nazista, sob Adolf Hitler, invadiu a Polônia. O Reino Unido e a França posteriormente declararam guerra à Alemanha no dia 3. Sob o Pacto Molotov-Ribbentrop de agosto de 1939, a Alemanha e a União Soviética dividiram a Polônia e marcaram suas " esferas de influência " na Finlândia, Romênia e nos estados bálticos. Do final de 1939 ao início de 1941, em uma série de campanhas e tratados, a Alemanha conquistou ou controlou grande parte da Europa continental e formou a aliança do Eixo com a Itália e o Japão (junto com outros países mais tarde). Após o início das campanhas no norte da África e no leste da África, e a queda da França em meados de 1940, a guerra continuou principalmente entre as potências europeias do Eixo e o Império Britânico, com a guerra nos Bálcãs, a Batalha aérea da Grã-Bretanha, a Blitz do Reino Unido e a Batalha do Atlântico. Em 22 de junho de 1941, a Alemanha liderou as potências europeias do Eixo emuma invasão da União Soviética, abrindo a Frente Oriental, o maior teatro de guerra terrestre da história e prendendo as potências do Eixo, crucialmente a Wehrmacht alemã, em uma guerra de atrito.
O Japão, que pretendia dominar a Ásia e o Pacífico, estava em guerra com a República da China em 1937. Em dezembro de 1941, o Japão atacou territórios americanos e britânicos com ofensivas quase simultâneas contra o Sudeste Asiático e o Pacífico Central, incluindo um ataque à frota dos EUA em Pearl Harbor, que forçou os EUA a declarar guerra ao Japão; as potências europeias do Eixo declararam guerra aos EUA em solidariedade. O Japão logo capturou grande parte do Pacífico ocidental, mas seus avanços foram interrompidos em 1942 depois de perder a crítica Batalha de Midway; mais tarde, a Alemanha e a Itália foram derrotadas no norte da África e em Stalingrado na União Soviética. Contratempos importantes em 1943 - incluindo uma série de derrotas alemãs na Frente Oriental, as invasões aliadas da Sicília e do continente italiano e ofensivas aliadas no Pacífico - custaram às potências do Eixo sua iniciativa e forçaram-no a uma retirada estratégica em todas as frentes. Em 1944, os aliados ocidentais invadiram a França ocupada pelos alemães, enquanto a União Soviética recuperava suas perdas territoriais e se voltava para a Alemanha e seus aliados. Durante 1944 e 1945, o Japão sofreu reveses na Ásia continental, enquanto os Aliados paralisaram a Marinha Japonesa e capturaram as principais ilhas do Pacífico ocidental.
A guerra na Europa terminou com a libertação dos territórios ocupados pelos alemães e a invasão da Alemanha pelos aliados ocidentais e pela União Soviética, culminando com a queda de Berlim para as tropas soviéticas, o suicídio de Hitler e a rendição incondicional alemã em 8 de maio de 1945. Após a Declaração de Potsdam pelos Aliados em 26 de julho de 1945 e a recusa do Japão em se render em seus termos, os Estados Unidos lançaram as primeiras bombas atômicas nas cidades japonesas de Hiroshima, em 6 de agosto, e Nagasaki, em 9 de agosto. Diante de uma iminente invasão do arquipélago japonês, a possibilidade de bombardeios atômicos adicionais, e a entrada soviética na guerra contra o Japão e sua invasão da Manchúria, o Japão anunciou sua intenção de se render em 15 de agosto, então assinou o documento de rendição em 2 de setembro de 1945, cimentando total vitória na Ásia para os Aliados.
A Segunda Guerra Mundial mudou o alinhamento político e a estrutura social do globo. A Organização das Nações Unidas (ONU) foi criada para fomentar a cooperação internacional e prevenir futuros conflitos, e as grandes potências vitoriosas — China, França, União Soviética, Reino Unido e Estados Unidos — tornaram-se membros permanentes de seu Conselho de Segurança. A União Soviética e os Estados Unidos surgiram como superpotências rivais, preparando o terreno para a Guerra Fria de quase meio século. Na esteira da devastação europeia, a influência de suas grandes potências diminuiu, desencadeando a descolonização da África e da Ásia. A maioria dos países cujas indústrias foram danificadas avançou para a recuperação e expansão econômica. A integração política, especialmente na Europa, começou como um esforço para prevenir futuras hostilidades, acabar com inimizades pré-guerra e forjar um senso de identidade comum.

### Guerra Fria
A Guerra Fria foi um período de tensão geopolítica entre os Estados Unidos e a União Soviética e seus respectivos aliados, o Bloco Ocidental e o Bloco Oriental, que começou após a Segunda Guerra Mundial. O Bloco Ocidental foi liderado pelos Estados Unidos, bem como as outras nações do Primeiro Mundo do Bloco Ocidental que eram geralmente liberais democráticos, mas ligados a uma rede de estados autoritários, a maioria dos quais eram suas ex-colônias. O Bloco Oriental foi liderado pela União Soviética e seu Partido Comunista, que teve uma influência em todo o Segundo Mundo. O governo dos EUA apoiou governos e revoltas de direita em todo o mundo, enquanto o governo soviético financiou partidos comunistas e revoluções em todo o mundo. Como quase todos os estados coloniais alcançaram a independência no período 1945-1960, eles se tornaram campos de batalha do Terceiro Mundo na Guerra Fria.
A primeira fase da Guerra Fria começou logo após o fim da Segunda Guerra Mundial em 1945. Os Estados Unidos e seus aliados criaram a aliança militar da OTAN em 1949 na apreensão de um ataque soviético e denominaram sua política global contra a contenção da influência soviética. A União Soviética formou o Pacto de Varsóvia em 1955 em resposta à OTAN. As principais crises desta fase incluíram o Bloqueio de Berlim de 1948–49, a Guerra Civil Chinesa de 1927–1949, a Guerra da Coreia de 1950–1953, a Revolução Húngara de 1956, a Crise de Suez de 1956, a Crise de Berlim de 1961 e a crise dos mísseis cubanos de 1962. Os EUA e a URSS competiam por influência na América Latina, no Oriente Médio e nos estados descolonizadores da África e da Ásia.
Após a crise dos mísseis cubanos, iniciou-se uma nova fase que viu a divisão sino-soviética entre a China e a União Soviética complicar as relações dentro da esfera comunista, enquanto a França, um estado do bloco ocidental, passou a exigir maior autonomia de ação. A URSS invadiu a Tchecoslováquia para suprimir a Primavera de Praga de 1968, enquanto os EUA experimentaram turbulência interna do movimento dos direitos civis e oposição à Guerra do Vietnã. Nas décadas de 1960 e 1970, um movimento internacional de paz se enraizou entre os cidadãos de todo o mundo. Movimentos contra os testes de armas nucleares e a favor ocorreu o desarmamento nuclear, com grandes protestos antiguerra. Na década de 1970, ambos os lados começaram a fazer concessões para a paz e a segurança, inaugurando um período de détente que viu as Conversações sobre Limitação de Armas Estratégicas e as relações de abertura dos EUA com a República Popular da China como um contrapeso estratégico à URSS. Vários regimes marxistas autoproclamados foram formados na segunda metade da década de 1970 no Terceiro Mundo, incluindo Angola, Moçambique, Etiópia, Camboja, Afeganistão e Nicarágua.
A détente entrou em colapso no final da década com o início da Guerra Soviético-Afegã em 1979. O início da década de 1980 foi outro período de tensão elevada. Os Estados Unidos aumentaram as pressões diplomáticas, militares e econômicas sobre a União Soviética, em um momento em que já sofria de estagnação econômica. Em meados da década de 1980, o novo líder soviético Mikhail Gorbachev introduziu as reformas liberalizantes da glasnost ("abertura", c. 1985) e da perestroika ("reorganização", 1987) e acabou com o envolvimento soviético no Afeganistão. As pressões pela soberania nacional ficaram mais fortes na Europa Oriental, e Gorbachev se recusou a apoiar militarmente seus governos por mais tempo.
Em 1989, a queda da Cortina de Ferro após o Piquenique Pan-Europeu e uma onda pacífica de revoluções (com exceção da Romênia e do Afeganistão) derrubaram quase todos os governos comunistas do Bloco Oriental. O próprio Partido Comunista da União Soviética perdeu o controle na União Soviética e foi banido após uma tentativa de golpe abortada em agosto de 1991. Isso, por sua vez, levou à dissolução formal da URSS em dezembro de 1991, à declaração de independência de suas repúblicas constituintes e o colapso dos governos comunistas em grande parte da África e da Ásia. Os Estados Unidos ficaram como a única superpotência do mundo, até então.